# 布拉希尔环形山
布拉希尔环形山（Brashear）是位于月球背面南极附近的一座大撞击坑，形成时期不详，其名称取自美国天文学家约翰·布拉希尔博士（John Brashear，1840年-1920年），1970年被国际天文学联合会批准接受。

## 描述
该陨坑北接巨大的安东尼亚第环形山、东北和东南分别坐落了较大的努梅罗夫环形山和德富雷斯特环形山，它的中心月面坐标为73°32′S 171°34′W / 73.54°S 171.57°W，直径60.16公里，深度约2.72公里。
布拉希尔环形山已被后续的撞击完全损毁，现略似月表上一处浅坑，其表面布满年轻的安东尼亚第环形山形成时所抛出的喷发物。它的坑壁最大高出周边地形1210米，内部容积约3067立方千米。
布拉希尔环形山东南坐落了几乎被后续的撞击完全磨平的卫星坑“布拉希尔 P”，沿它的南侧边缘分布了一系列的裂谷以及一串向东延伸数百公里的撞击坑链。

## 卫星陨石坑
按惯例，最靠近布拉希尔环形山的卫星坑将在月图上以字母标注在它的中心点旁边。

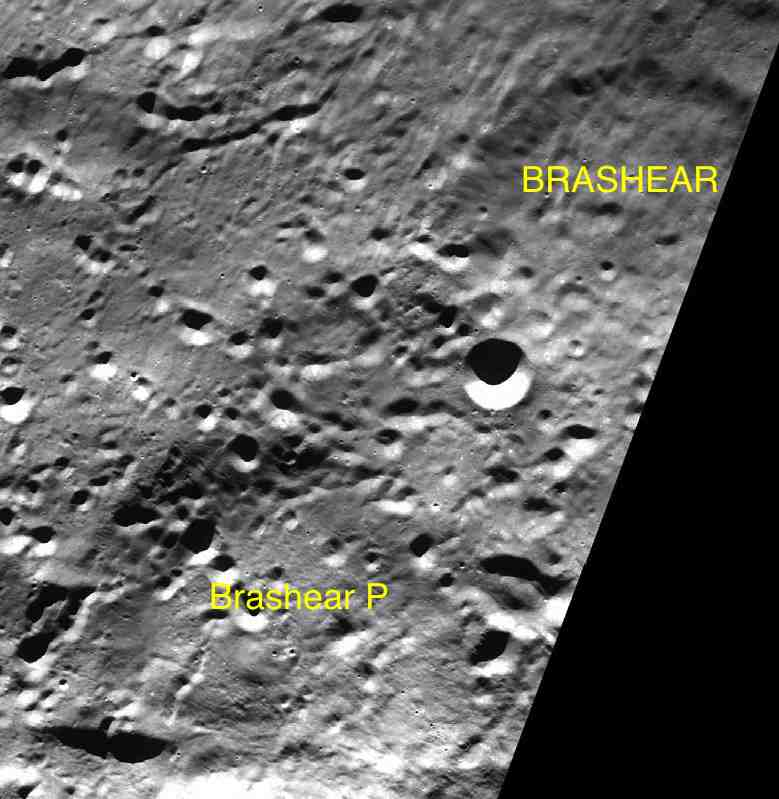
LAC-141 区域图

| 布拉希尔 | 纬度    | 经度     | 直径      |
| -------- | ------- | -------- | --------- |
| P        | 76.37°S | 176.32°W | 68.65公里 |

- 卫星坑“布拉希尔 P”约形成于前酒海纪[3]。

## 另请参阅
- Andersson, L. E.; Whitaker, E. A. . NASA RP-1097. 1982.
- Blue, Jennifer. . USGS. July 25, 2007  [2007-08-05]. （原始内容存档于2018-12-25）.
- Bussey, B.; Spudis, P. . New York: Cambridge University Press. 2004. ISBN 978-0-521-81528-4.
- Cocks, Elijah E.; Cocks, Josiah C. . Tudor Publishers. 1995. ISBN 978-0-936389-27-1.
- McDowell, Jonathan. . Jonathan's Space Report. July 15, 2007  [2007-10-24]. （原始内容存档于2018-12-25）.
- Menzel, D. H.; Minnaert, M.; Levin, B.; Dollfus, A.; Bell, B. . Space Science Reviews. 1971, 12 (2): 136–186. Bibcode:1971SSRv...12..136M. doi:10.1007/BF00171763.
- Moore, Patrick. . Sterling Publishing Co. 2001. ISBN 978-0-304-35469-6.
- Price, Fred W. . Cambridge University Press. 1988. ISBN 978-0-521-33500-3.
- Rükl, Antonín. . Kalmbach Books. 1990. ISBN 978-0-913135-17-4.
- Webb, Rev. T. W.  6th revised. Dover. 1962. ISBN 978-0-486-20917-3.
- Whitaker, Ewen A. . Cambridge University Press. 1999. ISBN 978-0-521-62248-6.
- Wlasuk, Peter T. . Springer. 2000. ISBN 978-1-85233-193-1.